# Paul von Hindenburg
Paul Ludwig Hans Anton von Beneckendorff und von Hindenburg (Posen, 1847. október 2. – Neudeck, 1934. augusztus 2.) német tábornagy és nemzeti hős, az első világháború után a weimari köztársaság államfője mint birodalmi elnök (Reichspräsident). Polgárháborútól tartva 1933. január 30-án kinevezte Adolf Hitlert kancellárrá. Az idős államfő nem tudott, de nem is akart ellenállni a nemzetiszocialisták egyre nagyobb befolyásának, azonban olyannyira tisztelt nemzeti hős volt, hogy még Hitler sem merte eltávolítani. 1934. augusztus 2-án bekövetkezett halálával teljesen megszűnt az alkotmányos kormányzás Németországban, melyet Adolf Hitler korlátlan hatalma követett.

## Élete

### Ifjúkora

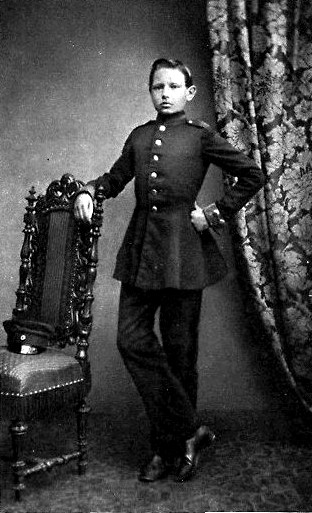
Kadétként Wahlstattban (1860)

Paul von Beneckendorff und von Hindenburg 1847. október 2-án született Posenben (ma: Poznań, Lengyelország), apai ágon egy neves arisztokrata család sarjaként. Édesapja, Robert von Hindenburg (1816–1902) porosz katonatiszt, édesanyja, Luise Schwickart (1825–1893) volt. A család három fiúgyermeke közül Paul volt a legidősebb. Tizenegy éves korától már a wahlstatti, majd a berlini kadétiskola hallgatója volt.
Tanulmányai befejezését követően a Porosz Királyság hadseregének fiatal tisztjeként részt vett az 1866-os porosz–osztrák háborúban, majd az 1870–71-es porosz–francia háborúban is. 1878-ban a német vezérkarhoz került. 1879-ben összeházasodott Gertrud von Sperlinggel, akitől három gyermeke született, egy fiú és két lány. 1911-ben tábornoki rendfokozatban, önszántából visszavonult az aktív szolgálattól.

### Az első világháborúban
Az első világháború idején, 1914 augusztusában visszahívták katonai szolgálatra és Ludendorff tábornokkal együtt rábízták a kelet-poroszországi haderő vezetését. Ludendorff stratégiai zsenialitásának köszönhetően a nagy orosz túlerővel szemben a Hindenburg vezette álló német hadsereg briliánsan védekezett. A tannenbergi csatában aratott győzelem Hindenburgot nemzeti hőssé tette, és megbízták a keleti front főparancsnokságával. Itt erős befolyása volt az osztrák–magyar csapatokra is. A második mazuri tavaki csatában elért győzelemnek köszönhetően már Kelet-Poroszország megmentőjének tartották, a mai történészek szerint azonban győzelmeiben kiemelkedő szerepet játszott a korában kevésbé méltányolt Erich Ludendorff.
1916 augusztusában Falkenhayn utódaként a német császári haderő főparancsnoka lett; a keleti front főparancsnokságát Lipót herceg vette át. Hindenburg tábornagy Ludendorff vezérkari főnökkel a Német Birodalom teljes gazdasági erejét a háború folytatására csoportosította. A nyugati fronton sikerült megakadályoznia az antant előretörését, és kiépítette a róla elnevezett Hindenburg-vonalat. Románia hadba lépése után a német és osztrák–magyar hadseregnek sikerült gyorsan legyőznie a román hadsereget, és 1917-ben az Orosz Birodalomnak is fel kellett adnia a Német Birodalom elleni küzdelmet. Mivel a nyugati front szárazföldi hadműveleteiben azonban nem sikerült döntést kicsikarnia, meghirdette a korlátlan tengeralattjáró-háborút. Célja az volt, hogy elvágja Anglia Amerikából érkező utánpótlását, ennek következtében azonban utóbbi belépett az első világháborúba.
Hindenburg személyesen felügyelte az 1918-as tavaszi offenzívát, amely majdnem sikerrel járt. Az amerikaiak hadba lépése azonban eldöntötte a háborút. Hindenburgnak a nyugati fronton ugyan kis időre sikerült megmentenie a német haderőt a vereségtől, de az rövidesen biztossá vált. II. Vilmos német császár lemondása után együttműködött a köztársasági kormánnyal. Ő irányította a német csapatok visszavonulását Franciaországból és Belgiumból; vezérkara segített megszervezni a szocialista forradalmi megmozdulások leverését. E feladatok befejezése után, 1919 júniusában ismét visszavonult az aktív katonai szolgálattól. A versailles-i békeszerződés alapján háborús bűnökkel akarták megvádolni, de népszerűsége miatt ettől végül elálltak.

### Birodalmi elnökként

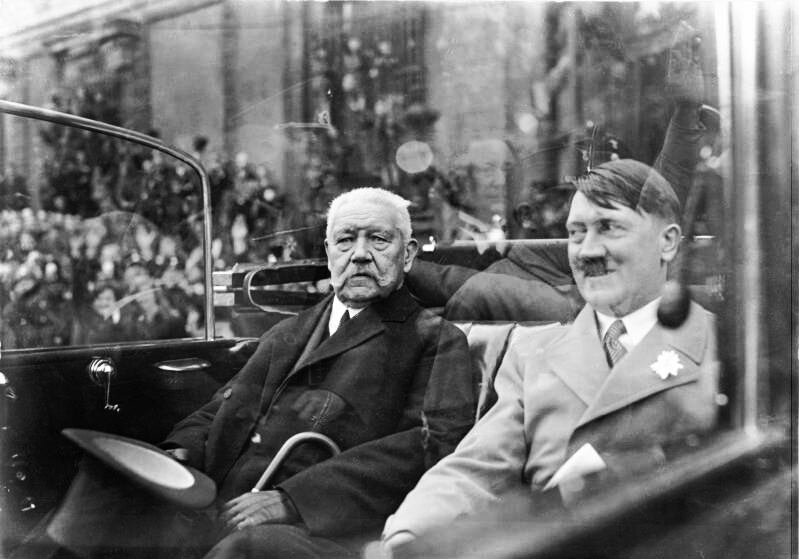
Hindenburg és Hitler (1933)

1925 áprilisában, Friedrich Ebert halála után Hindenburg a weimari köztársaság birodalmi elnöke lett és ezt a posztot haláláig töltötte be. Saját monarchista beállítottsága ellenére betartotta a köztársaság alkotmányát, ugyanakkor ambicionálta a Hohenzollern-ház császárságának restaurálását. Bizalmasai, köztük Kurt von Schleicher vezérőrnagy azonban egy új, tekintélyelvű rendszer megteremtésében reménykedtek és arra biztatták, hogy használja fel a tekintélyét a parlament kormány feletti ellenőrzésének fellazítására. Bár Hindenburg belefáradt a gyakori kormányválságokba, a weimari alkotmány megsértésétől való félelme és újabb járulékos felelősségei miatt egyre halogatta a döntést.
A nagy gazdasági világválság beköszöntekor a weimari alkotmány rendelkezéseinek megfelelően, mely az államfőnek, kvázi mint "pótcsászárnak" (Ersatzkaiser) rendkívüli jogköröket biztosított, olyan kormányt nevezett ki, amely neki, mint birodalmi elnöknek, nem pedig  a Reichstagnak tartozott felelősséggel. Engedélyezte Heinrich Brüning kancellárnak a Reichstag feloszlatását abban az esetben, ha az nem tanúsít kellő szándékot az együttműködésre. Emellett ígéretet tett, hogy a Reichstag helyett megteszi a kellő szükségintézkedéseket. A Reichstag feloszlatására 1930 júliusában került sor. Az új választások azonban egy még kevésbé kompromisszumkész helyzetet teremtettek. A küzdelmekben a Nemzetiszocialista Német Munkáspárt a második legerősebb párttá vált. Brüning ekkor már kizárólag rendeletek útján kormányzott, azonban a gyakorlatban Hindenburg vétójoggal rendelkezett, mivel a rendeletek érvénybe léptetéséhez az ő aláírására volt szükség.
Hindenburgot azonban elhagyta az ereje és egyre kiszámíthatatlanabb lett. Katona és földbirtokos barátai hatására nyomást gyakorolt a kormányra, mely az alapvető szükségletek helyett a hadseregre és a haditengerészetre költött nagy összegeket. Ugyanakkor Brüning deflációs politikája súlyosbította a gazdasági helyzetet. A nyugtalanságot tovább szították a nemzetiszocialisták is. Mikor Hindenburg elnöki megbízatása 1932 áprilisában lejárt, ő volt az egyetlen jelölt, akinek esélye volt Adolf Hitler legyőzésére. Újbóli megválasztását leginkább Brüning katolikus középpártjának és a szociáldemokratáknak köszönhette. Hindenburg bizalmasai a nemzetiszocialistákat kellemetlennek, de egyben hasznosnak ítélték, akikkel megegyezésre lehet jutni. Mivel ennek a megegyezésnek akadályát Brüningben látták, rávették Hindenburgot, hogy váltsa le a kancellárt.
Az elkövetkező két kormány, melyeket előbb Franz von Papen, majd Kurt von Schleicher vezetett, nem nyerte el a nemzetiszocialisták támogatását. Hitler a saját kancellárrá választását szerette volna elérni, de Hindenburg nem bízott benne. Azonban 1932 novemberében, amikor a nemzetiszocialisták elvesztették szavazóik 10%-át a birodalmi gyűlési választások alkalmával, Papen és Hitler megegyezett egy közös kormány megalakításában, Hitler kancellárrá, Papen alkancellárrá való kinevezésében. A többi posztot többségében nem a nemzetiszocialista párt tagjai töltötték volna be. Papen arról biztosította Hindenburgot, hogy Adolf Hitler könnyen irányítható lesz. Mikor Schleicher nem tudta megszerezni a parlament támogatását kormánya megalakításához, a megfáradt Hindenburg le akart mondani. Polgárháborútól tartva 1933. január 30-án kinevezte Hitlert kancellárrá, azonban az új kormánynak csak két nemzetiszocialista tagja volt Wilhelm Frick és Hermann Göring személyében.
Papen tévedett Hitlert illetően, aki gyorsan szinte korlátlan hatalmat szerzett, melyet hamis ígéretekkel, terrorral és manipuláció útján ért el. Hindenburg, akin a szenilitás jelei voltak felfedezhetőek, nem tudott ellenállni a nemzetiszocialisták egyre nagyobb befolyásának, azonban egyrészt olyannyira tisztelt nemzeti hős volt, hogy még Hitler sem merte eltávolítani, másrészt az alkotmány eleve sokkal erősebb hatalmi pozíciót biztosított a birodalmi elnöknek, mint a kancellárnak. 1934. augusztus 2-án bekövetkező halálával megszűnt az alkotmányos kormány hatalma Németországban.

## Galéria

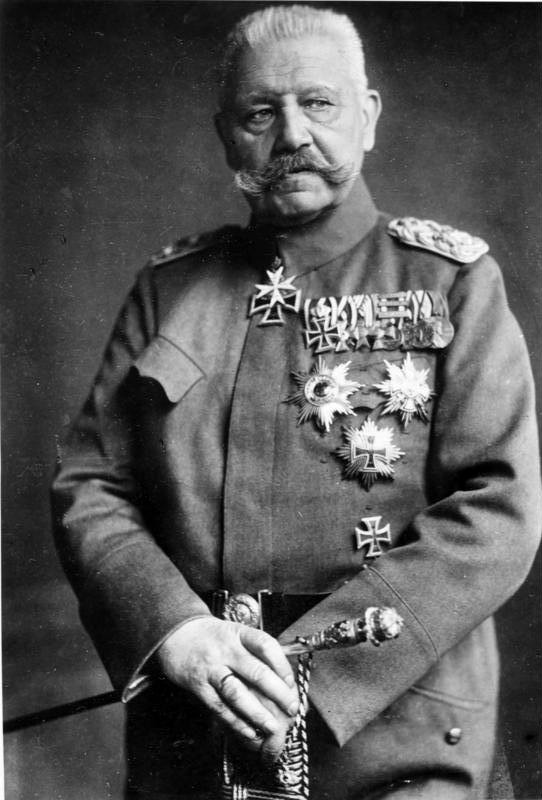
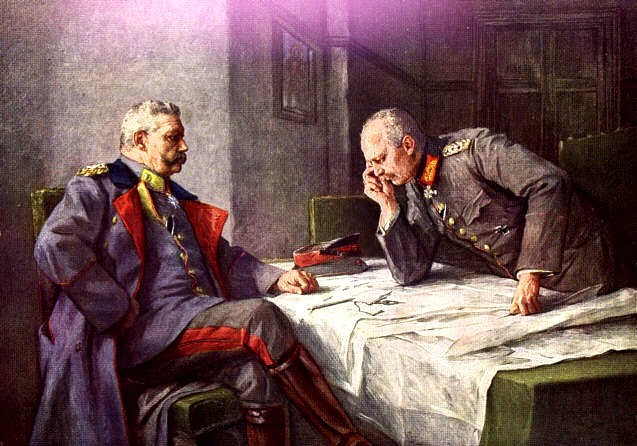
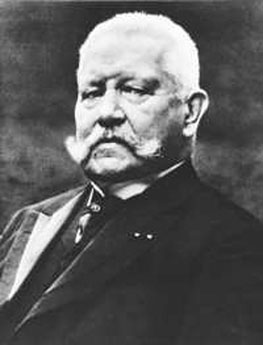
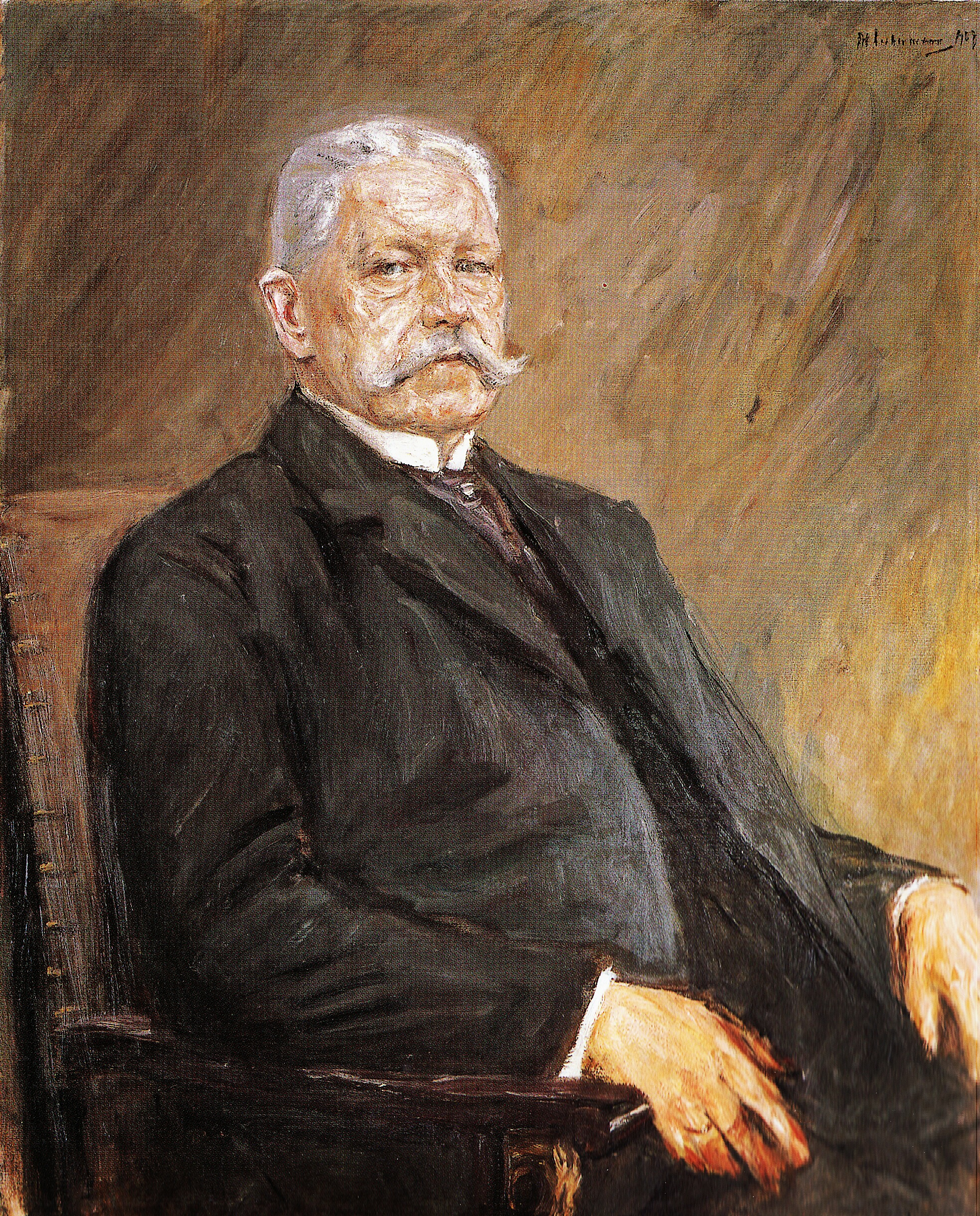